# 解放军功勋荣誉章
解放军功勋荣誉章，是1988年由中华人民共和国政府授予中国人民解放军离休干部的的一系列荣誉证章，包括中国人民解放军红星功勋荣誉章（一级、二级）、独立功勋荣誉章、胜利功勋荣誉章，属于勋章性质。

## 背景
1955年，中华人民共和国政府曾设立八一、独立自由、解放三个系列的勋章、奖章，分别表彰在土地革命战争、抗日战争、解放战争时期中做出贡献的军人。但该系列勋章绝大多数授予了当时的军队在职人员，而与颁布前退出现役、转任地方者无缘。
1988年，为配合解放军重新实行军衔制，并在更大范围内表彰立功人员，经第七届全国人民代表大会常务委员会批准，中华人民共和国中央军事委员会设立了中国人民解放军红星功勋荣誉章(一级、二级)、独立功勋荣誉章、胜利功勋荣誉章。

## 资格
根据《中央军事委员会关于授予军队离休干部中国人民解放军功勋荣誉章的规定》，
一级红星功勋荣誉章，授予下列人员：
1. 1937年7月6日以前入伍或者参加革命工作，并在1965年5月21日以前曾被授予少将以上军衔的军队离休干部；
2. 1937年7月6日以前入伍或者参加革命工作，并在1965年6月21日以前曾任省、部级以上领导职务的军队离休干部。

二级红星功勋荣誉章，授予下列人员：
1. 1937年7月6日以前入伍或者参加革命工作，并在1965年5月21日以前曾被授予大校以下军衔或者未被授予军衔的军队离休干部；
2. 1937年7月6日以前入伍或者参加革命工作，并在1965年5月21日以前曾被授予少将以上军衔，但是1965年5月22日以后受降职、降级或者撤职处分的军队离休干部；
3. 1937年7月6日以前入伍或者参加革命工作，并在1965年5月21日以前曾任省、部级以上领导职务，但是1965年5月22日以后受降职、降级或者撤积处分的军队离休干部。

独立功勋荣誉章，授于1937年7月7日至1945年9月2日期间入伍或者参加革命工作的军队离休干部。
胜利功勋荣誉章，授予1945年9月3日至1949年9月30日期间入伍或者参加革命工作的军队离休干部。
全军有835人获一级红星功勋荣誉章，3721人获二级红星功勋荣誉章；50159人获独立功勋荣誉章；53159人获胜利功勋荣誉章。
由于此类勋章只授予离休干部，当时仍处于现役状态的资深军人仅恢复授予军衔，不授勋章，即“授衔不授勋，授勋不授衔”。

## 设计
功勋荣誉章均为金银合金材质，直径40毫米，厚度2毫米。
红星功勋荣誉章，采用红星和星火图案，象征在中国共产党领导下，工农革命之火呈燎原之势。一级红星功勋荣誉章，约重30.2克，含金（7K金）8.6克，含银21.6克；二级红星功勋荣誉章，约重29.5克，含金（6K金）7.2克，含银22.3克。
独立功勋荣誉章，采用长城图案，象征中国人民为民族独立而筑成抗日的坚固长城。约重29克，含金（5K金）5.9克，含银23.1克。
胜利功勋荣誉章，采用天安门和旗海图案，象征中华人民共和国的诞生和人民欢庆胜利。 约重28.3克，含金（4K金）4.6克，含银23.7克。